# КК Велс
КК Велс је аустријски кошаркашки клуб из Велса. Из спонзорских разлога пун назив клуба тренутно гласи Рајфајзен Велс (Raiffeisen Wels). Тренутно се такмичи у Бундеслиги Аустрије.

## Историја
Клуб је основан 2000. године. У сезони 2008/09. освојио је национално првенство. Победник Купа Аустрије био је 2006. године. Суперкуп Аустрије први пут је освојио 2016. године.
У сезони 2009/10. надметао се у ФИБА Еврочеленџу, али је елиминисан већ у првој групној фази.

## Успеси

### Национални
- Првенство Аустрије:
  - Првак (1): 2009.
  - Вицепрвак (2): 2006, 2016.

- Куп Аустрије:
  - Победник (1): 2006.
  - Финалиста (2): 2009, 2015.

- Суперкуп Аустрије:
  - Победник (1): 2016.
  - Финалиста (3): 2006, 2009, 2024.